# Удрас, Айво
Айво Удрас (эст. Aivo Udras; 15 марта 1970, Выру, Эстонская ССР) — эстонский биатлонист.

## Карьера
Выступал за клуб "Динамо" (Таллин). После независимости Эстонии получил возможность выступать на крупнейших биатлонных соревнованиях в составе своей сборной. Удрас участвовал на Олимпийских играх 1992 и 1994 года. Параллельно на них он принимал участие в соревнованиях лыжников. В Лиллехаммере спортсмен занял 16-е место в индивидуальной гонке. На данный момент это самое высокое место, занятое эстонским биатлонистом на Олимпийских играх.
В 1992 году на Чемпионате мира в Новосибирске Удрас в компании Урмаса Калдвеэ, Хилара Захны и Калью Оясте завоевал бронзовую медаль в командной гонке.

## Семья
Женат на эстонской лыжнице Сильвии Суйе (1974 г.). Вместе с ней он воспитывает 4 детей. После завершения спортивной карьеры супруги занялись туризмом. Они держат крупный хутор Кунинга на берегу озера Тамула близ Выру. Удрасы также привели в порядок центр отдыха в Хаанья. Кроме того, им принадлежат магазины Silja Sport в Тарту и Выру.